# Partido da Esquerda da Estónia
O Partido da Esquerda da Estónia é um partido político socialista da Estónia.

## História
Em junho de 1988, o Partido Comunista da Estónia (EKP), isto é, a seção estoniana do PCUS, substituiu o seu Secretário, o comunista Karl Vaino, pelo reformista Vaino Väljas, num processo em que diversos membros do EKP declararam o seu objetivo de lutar pelos interesses nacionais da Estónia, que na altura fazia parte da URSS como mais uma república socialista.  
Apenas dois anos depois, em 1990, verificou-se a fratura entre um setor maioritário favorável à soberania nacional estoniana e um setor minoritário que permaneceu fiel ao PCUS. O setor pró-soviético reclamou o nome de Partido Comunista da Estónia, enquanto o setor soberanista maioritário se constituiu em 1992 como Partido Laborista Democrata da Estónia. Em 1997 mudou o seu nome pelo de Partido Social-Democrata Laborista da Estónia, aderindo definitivamente à linha reformista da esquerda. Em 2004, o partido integrou-se no Partido da Esquerda Europeia e modificou pela última vez o seu nome pelo de Partido da Esquerda da Estónia (EVP; Eesti Vasakpartei).

## Organização e atualidade
Conforme aos estatutos do Partido, o Congresso elege a chefia do Partido e a oficina executiva e nomina um Conselho Central consultivo que representa todas as organizações regionais. As políticas locais são desenvolvidas pelas organizações locais, enquanto os organismos centrais formulam as políticas nacionais. 
O EVP perdeu a sua representação no Riigikogu ou Parlamento nas eleições de 2003, quando conseguiu 2.059 votos (0.4%). Em 2007 conseguiu apenas 0.1% dos votos. Em 2008, o EVP e o Partido Constitucional uniram-se no Partido da Esquerda Unida da Estónia. Porém, a coalizão resulta absolutamente marginal na vida pública da Estónia. 

## Chefes do Partido
- Vaino Väljas (1992-1995)
- Hillar Eller (1995-1996)
- Tiit Toomsalu (1996-2004)
- Sirje Kingsepp (2004-2007)